# オプロサウルス
オプロサウルス（Oplosaurus　"武器のトカゲ"もしくは"装甲したトカゲ"の意味、後述の議論を参照）は白亜紀前期バーレム期に現在のイングランド、ワイト島に生息していた竜脚類恐竜の属である。確証はないが、現在ではゴミ箱分類群（en）であるペロロサウルスのものとされることが多い、一本の歯により知られている。

## 研究史と分類
1852年、地質学者トーマス・ライト（en）はワイト島のブリックストン近郊のウィールデン・クレイで発見された大型爬虫類の歯を報告した。ライトはこれらの発見物を複数の専門家に見せた。このメンバーにはリチャード・オーウェン、デビッド・フォーブス（en）、ジョージ・ロバート・ウォーターハウス、サミュエル・ピックワース・ウッドワード（en）らの他、ギデオン・マンテルが含まれる。このうちマンテルのみが恐竜のヒラエオサウルスの歯に似ているという有用な指摘をした。しかし、ライトはこれを信用せず、この歯は形態面から見て未知の大型肉食爬虫類のものであると結論した。
ライトはまたこの化石に対する見解をフランスの古生物学者ポール・ジェルヴェ（en）にも尋ねた。1852年、ジェルヴェはこの歯に基づいてタイプ種Oplosaurus armatus を命名した。属名は一般的にはギリシャ語で装甲を意味するhoplon（όπλον）から派生し「装甲したトカゲ」として読み取られる。実際にはオプロサウルスには装甲は知られておらず、よく言われてきた話ではこの奇妙な名前の選択はジェルヴェがマンテルの助言によりこの保存状態のよい歯（ホロタイプ BMNH R964）の持ち主がヒラエオサウルスのような装甲した恐竜であるという誤った信念に基づいて命名したものだとされている。しかしベン・クルーザーによる最近の研究ではジェルヴェはこの歯をヒラエオサウルスではなくモササウルスと比較しており、この名前は「装甲したトカゲ」ではなく、むしろ肉食動物の武器という意味で命名したようだ。hoplon には「武器」という意味もある（この場合種小名のarmatusも冗長であるが、ラテン語で「武装した」という意味になる）。
リチャード・ライデッカーは1888年、同じくワイト島で発見された上顎骨と付随する歯（BMNH R751）についてもオプロサウルスのものであると示唆した。しかし、この意見には確証が無い。ライデッカーはまた修正したつづりである"Hoplosaurus"を使用したが、元のつづりである Oplosaurusの方が優先される。
歯の大きさは全長が85 mm、上部のへら状の部分の長さは52 mmでブラキオサウルスのものに匹敵する。先端はとがり、頬側から舌側に向かってやや押しつぶされていて、舌側の面が凸状で切子面がある。この形状はどことなくブラキオサウルスの歯に似ており、この属がかつてブラキオサウルス科とされた理由である。それ以前にはフリードリヒ・フォン・ヒューネの1909年の意見により典型的にペロロサウルスとされていた。ペロロサウルスは歯を含まない部分的な化石に基づいており、この歯との同一性を証明することは不可能であるにもかかわらずである（オプロサウルスとウィールデン（ en）の一般的な竜脚類に対する良質の総評である Naish and Martill (2001)を参照;ここ では非公式の現時点までの作業の結果が述べられている。）。
ペロロサウルスのホロタイプの化石はあまりにも乏しく、歯を含んでいない。そのため最近はオプロサウルスは潜在的に、正当だが情報の少ない属として見直されている。ウィールデンの竜脚類に詳しいイギリスの古生物学者ダレン・ナイシュ（en）は非公式に この属がトゥリアサウリア（en）に属すと示唆している。一方で、ある論文の共著者はカマラサウルス科であると結論している。いずれの場合にせよ、この属はより一般的にマクロナリアに属している可能性が高いようだ。

## 純古生物学
ナイシュおよびマーティルはオプロサウルスの歯がブラキオサウルスのものに匹敵する大きさであることから、巨大な竜脚類であることを指摘している。 トゥリアサウリアだったとしてもサイズは大きくは違わない。四足歩行の草食動物であり、体長は25 mほどであった可能性がある。

## 参照
1. ↑  Wright, T. (1852). Contributions to the palaeontology of the Isle of Wight. Annals and Magazine of Natural History 2:87-93.
2. 1 2 3 4  Naish, D., and Martill, D.M. (2001). Saurischian dinosaurs 1: Sauropods. In: Martill, D.M., and Naish, D. (eds.). Dinosaurs of the Isle of Wight. The Palaeontological Association:London 185-241. ISBN 0-901702-72-2
3. 1 2  Gervais, P. (1852). Zoologie et paléontologie française (animaux vertébrés) (1st edition). A. Bertrand:Paris, 271 p. [French]
4. ↑  Lydekker, R. (1888). “Note on a new Wealden Iguanodont and other Dinosaurs”. Quarterly Journal of the Geological Society 44:  46–61. doi:10.1144/GSL.JGS.1888.044.01-04.08.
5. ↑  McIntosh, J.S. (1990). Sauropoda. In: Weishampel, D.B., Dodson, P., and Osmólska, H. (eds.). The Dinosauria. University of California Press:Berkeley 345-401. ISBN 0-520-06727-4
6. ↑  Upchurch, P.M., Barrett, P.M., and Dodson, P. (2004). Sauropoda. In: Weishampel, D.B., Dodson, P., and Osmólska, H. (eds.). The Dinosauria (2nd edition). University of California Press:Berkeley 259-322. ISBN 0-520-24209-2
7. ↑  Sánchez-Hernández, B; Benton, M; Naish, D (2007). “Dinosaurs and other fossil vertebrates from the Late Jurassic and Early Cretaceous of the Galve area, NE Spain”. Palaeogeography, Palaeoclimatology, Palaeoecology 249:  180–215. doi:10.1016/j.palaeo.2007.01.009.
8. ↑  Naish, D.; Martill, D. M. (2007). “Dinosaurs of Great Britain and the role of the Geological Society of London in their discovery: basal Dinosauria and Saurischia”. Journal of the Geological Society 164 (3):  493–510. doi:10.1144/0016-76492006-032.